# Árkayné Sztehlo Lili
Árkayné Sztehlo Lili, egyes kiadványokban Sztehló Lily (Budapest, 1897. november 7. – Budapest, 1959. október 28.) magyar festő, iparművész, üvegfestő, Árkay Bertalan építész első felesége.

## Életpályája
1915 és 1919 között a Magyar Képzőművészeti Főiskola növendéke volt, ahol mesterei Deák-Ébner Lajos, Bosznay István, Glatz Oszkár és Vaszary János voltak. Tanulmányait megszakítva 1920-ban Bécsbe költözött. Miután 1922-ben hazatért, 1923-ban fejezte be a főiskolát. 1925 – 1926-ban tanulmányúton járt Rómában és Párizsban. 1927-ben feleségül ment Árkay Bertalan építészhez. Bár eleinte olajfestményeivel aratott sikert, apósa, Árkay Aladár ösztönzésére az üvegfestéssel kezdett foglalkozni. Férjével együtt a Római Magyar Akadémián töltött két évet 1928 és 1930 között. 1959. október 28-án közlekedési balesetben hunyt el, 1959. november 4-én délután helyezték örök nyugalomra a Farkasréti temetőben a római katolikus egyház szertartása szerint.
A második világháborúban több műve elpusztult.

## Stílusa
„Festett üvegein kezdetben a Nagy Sándor-féle szimbolikus-szecesszió és az art deco hatása mutatható ki, míg a harmincas évek első felében készült alkotásain már a kubizmus, a konstruktivizmus, az expresszionizmus és az itáliai novecento stíluselemeit ötvözte egymással. Ő volt a két világháború közötti időszak hazai és külföldi iparművészeti, képzőművészeti és egyházművészeti kiállításainak az egyik legsikeresebb résztvevője...”

## Főbb művei
- a mohácsi városházának üvegablakai a mohácsi csata emlékére (1927),
- a budapesti városmajori templom festett üvegablakai (1932),
- a Győr gyárvárosi templomok festett üvegablakai (1929),
- a Pécs belvárosi templom üvegablakai (1943).

## Részvétele csoportos kiállításokon (válogatás)
- 1930 • Iparművészeti kiállítás, Monza
- 1931 • A Római Magyar Akadémia ösztöndíjasainak kiállítása, Nemzeti Szalon, Budapest
- 1933 • Klebelsberg Kunó-emlékkiállítás, Műcsarnok, Budapest
- 1933 • V. Milánói Triennálé, Milánó
- 1934 • II. Arte Sacra, Róma
- 1934 • Világkiállítás, Brüsszel
- 1936 • VI. Milánó Triennálé, Milánó
- 1937 • Modern Monumentális Művészet kiállítás, Nemzeti Szalon, Budapest
- 1937 • Világkiállítás, Párizs
- 1938 • Első Magyar Iparművészeti Tárlat, Nemzeti Szalon, Budapest
- 1938 • III. Arte Sacra, Róma
- 1940 • VII. Milánói Triennálé, Milánó
- 1941 • Egyházművészeti kiállítás, Nemzeti Szalon, Budapest.

## Művei közgyűjteményekben
- Fővárosi Képtár, Budapest.
- Magyar Építészeti Múzeum, Budapest

## Díjai, elismerései
- 1929 • Magyar Akadémia-ösztöndíja, Róma
- 1930 • Iparművészeti kiállítás, Nagydíj, Monza
- 1933 • V. Milanói Triennálé, Grand Prix, Milanó
- 1934 • Világkiállítás, Nagydíj, Brüsszel
- 1937 • Világkiállítás, Nagydíj, Párizs
- 1938 • Iparművészeti Társulat aranyérme.